# Oration
Eine Oration (lateinisch oratio,  von orare ‚sprechen, predigen, verkündigen, beten‘, os ‚der Mund‘) ist eine geprägte Form eines Gebetes in der christlichen Liturgie. Im evangelisch-lutherischen Gottesdienst ist auch die Bezeichnung Kollektengebet gebräuchlich. Sie werden in der Regel vom Vorsteher im Namen der Gemeinde gesprochen, schließen gottesdienstliche Feiern oder Teile von ihnen ab und leiten zu folgenden Teilen über.

## Herkunft
Orationen im Gottesdienst sind in schriftlicher Form seit dem 7./8. Jahrhundert überliefert, mündlich dürften sie mindestens bis ins 4./5. Jahrhundert zurückgehen. Sie zeichnen sich aus durch eine minimalistisch-klassische Form von klarer Prägnanz und Einprägsamkeit, die auf lange tradierter lateinisch-römischer Rhetorik basiert.
Die gallikanische Liturgie verwendete für die Orationen den Begriff collecta oder collectio (von lateinisch colligere „sammeln“): Der Priester forderte mit dem Ruf Oremus. „Lasst uns beten“, die Gemeinde zum (stillen) Gebet auf und fasste diese Gebete dann mit der Oration zusammen. Später wurde nur noch die erste Oration der Messe (oratio prima, das heutige Tagesgebet) als collecta bezeichnet.

## Form und Inhalt
Eine Oration hat eine feste Textstruktur.
| Funktion | lateinisch                                | deutsch                                     | Textbeispiel |
| --- | ----------------------------------------- | ------------------------------------------- | --- |
| Gebetseinladung | Oremus.                                   | Lasset uns beten.                           | |
| Gottesanrede, oft mit einem Adjektiv                                                                                           | (Omnipotens/sempiterne) Deus              | (Allmächtiger/ewiger) Gott                  | Allmächtiger Gott und Vater, |
| Prädikation als Dank und Lobpreis Gottes („relativische Prädikation“, appositioneller Zusatz oder angeschlossener Relativsatz) | qui…                                      | der du…                                     | du hast deinen Sohn zum Licht der Welt gemacht:                                                                                                |
| Bitte | praesta/quaesumus/concede/da/adesto o. ä. | gewähre uns/wir bitten dich/gib, dass/hilf… | Wir bitten dich, erfülle den ganzen Erdkreis mit dem Glanz, der von ihm ausgeht,                                                               |
| Folgesatz Inhaltliche Formulierung des Wunsches                                                                                | ut…                                       | damit/dass…                                 | damit alle Menschen deine Herrlichkeit erfahren.                                                                                               |
| Konklusion Schlussformel | Per Dominum nostrum Jesum Christum…       | Durch unseren Herrn Jesus Christus          | Durch Jesus Christus, deinen Sohn, unseren Herrn und Gott, der in der Einheit des Heiligen Geistes mit dir lebt und herrscht in alle Ewigkeit. |
| Akklamation | Amen.                                     | Amen.                                       | Amen. |

Durch Hinzutreten der relativischen Prädikation wird das ursprüngliche Bittgebet um die Elemente des Lobpreisens und Dankens erweitert.  Diese Vollform wird nicht immer durchgehalten. Viele Orationen, vor allem das Gaben- und Schlussgebet, gehen von der Gottesanrede direkt zur Gebetsbitte über. 
In der Liturgie folgt nach der Gebetseinladung eine Gebetspause: „In einer kurzen gemeinsamen Stille soll sich jeder auf die Gegenwart Gottes besinnen und sein eigenes Gebet im Herzen formen.“
Die Oration vereinigt Anbetung und Bittgebet und ist durch ihre trinitarische Prägung ausgezeichnet. Sie richtet sich fast immer an Gott, den Vater. Auf die Gottesanrede folgt die preisende Erwähnung einer Heilstat oder Eigenschaft Gottes. An Fest- und Gedenktagen wird hier der Festinhalt zur Sprache gebracht, etwa auf den Tagesheiligen hingewiesen. Dann folgt eine Bitte. Die abschließende Konklusion in Form einer Doxologie kann länger oder kürzer sein. Sie spricht immer von Jesus Christus als Mittler des Gebetes, häufig wird auch der Heilige Geist genannt (in unitate Spiritus Sancti, in der Einheit des Heiligen Geistes).
Als Gebete der ganzen Kirche sind Orationen immer in Wir-Form gehalten und unterscheiden sich dadurch von Gebetsformen einer privaten Frömmigkeit, wie sie sich in der heiligen Messe zum Beispiel als Vorbereitungsgebete des Priesters vor der Kommunion fanden und in Ich-Form gehalten waren. Mit dem abschließenden „Amen“ bekräftigt der Betende oder die gesamte Gemeinde das Gebet. Auch wenn Orationen vom Vorsteher der Liturgie gesungen oder gesprochen werden, haben sie mit der Einbeziehung der gemeinsamen Stille und der Akklamation Amen eine dialogische Struktur.
Stilistisch sind die Orationen eher gehobene Prosa als Poesie. Die lateinischen Orationen folgten in der Metrik dem Cursus. Der Vortrag erfolgte als Sprechgesang; für die Orationen wurden nie die Kunstformen ausgeformter Choralmelodien entwickelt.

## Orationen im Gottesdienst

### Heilige Messe
Die Orationen gehören zum Proprium, den wechselnden Teilen des Gottesdienstes, und richten ihre Thematik am Kirchenjahr aus. Für alle Sonntage, Fest- und Gedenktage sind feststehende Orationen vorgesehen, ebenso für viele Werktage in den geprägten Zeiten. Für andere Tage und Anlässe gibt es Auswahlmöglichkeiten. 
Der Vortrag der Orationen in der heiligen Messe sind wie das Hochgebet als „Amtsgebet“ („Präsidialgebet“ oder „Vorstehergebet“) dem Hauptzelebranten vorbehalten. Die Amtsgebete werden stehend mit ausgebreiteten Armen (in Orantenhaltung) gesungen oder gesprochen. Der Vorsteher trägt die Oration als allgemeines Gemeinschaftsgebet im Namen der versammelten Gemeinde vor, die Formulierung und die Vortragsweise vermeiden jede individuelle oder gefühlsbetonte Note. Bis zur Liturgiereform des Zweiten Vatikanischen Konzils war es üblich, dass die Gemeinde während der Orationen kniete.
Bis 1955 war es möglich, falls an einem Tag mehrere Feste und Anliegen zusammenfielen, diese zu „kommemorieren“, indem der Priester die Orationen des rangniederen Festes zusätzlich zu den Orationen des Hauptfestes still sprach; die Zahl der Kommemorationen war auf sieben begrenzt.
In der heiligen Messe stehen drei Orationen jeweils am Ende eines Abschnitts der Liturgie: 
- Das Tagesgebet schließt den Eröffnungsteil ab, dem der Wortgottesdienst folgt. Weil das Tagesgebet die stillen Gebete der Mitfeiernden sammelt (von lateinisch colligere, sammeln) und bündelt, heißt es auch Collecta (nicht zu verwechseln mit der Kollekte, der Geldsammlung im Gottesdienst).
- Das Gabengebet (Oratio super oblata, Gebet über die Opfergaben) beschließt die Bereitung der Gaben von Brot und Wein und leitet über zum Hochgebet, beginnend mit der Präfation. Die frühere Bezeichnung war „Stillgebet“ oder aber Secreta, weil der Priester es still betete oder weil es die Oratio super (oblata) secreta, „das Gebet über die abgesonderten Gaben“ von Brot und Wein war, nämlich die aus der Gesamtheit der gespendeten Gaben die für die Eucharistie ausgewählten.
- Das Gebet nach der Kommunion (Postcommunio, auch Schlussgebet) und vor dem Entlassungsritus mit dem Segen und der Sendung fasst den Dank für die empfangene Eucharistie mit der Bitte zusammen, „dass die Feier des Mysteriums Frucht bringe.“[16]

Die Fürbitten werden ebenfalls vom Liturgen mit einer Oration abgeschlossen. In der altkirchlichen Fürbittpraxis der Großen Fürbitten (lat. orationes sollemnes) folgte auf die einzelnen Anliegen die Aufforderung des Diakons zum Niederknien (Flectamus genua „Beuget die Knie“) und nach einem Moment der Stille je eine eigene Oration.  Diese Form ist heute nur noch in der Feier vom Leiden und Sterben Christi am Karfreitag erhalten.

### Liste von Orationen
- 2. Adventssonntag: Omnipotens et misericors Deus

- Weihnachten, in der Nacht: Deus, qui hanc sacratissimam noctem

- Ostersonntag: Deus, qui hodierna die
- Pfingsten: Deus, qui sacramento festivitatis hodiernae
- 2. Sonntag der Osterzeit: Deus misericordiae sempiternae

### Stundengebet und andere Gottesdienste
Die Gebetszeiten des Stundengebets werden jeweils von einer Oration abgeschlossen. Beim gemeinschaftlichen Chorgebet spricht sie der Hebdomadar (ohne Lasset uns beten). Die Oration in Matutin, Laudes und Vesper ist dieselbe wie das Tagesgebet der heiligen Messe. 
Nach altkirchlicher Tradition hatten in vigilartigen Gottesdiensten Orationen ihren Platz jeweils nach einer Lesung und dem darauf folgenden Antwortpsalm. Diese Struktur hat sich  im Wortgottesdienst der Osternacht erhalten. 
Auch Wort-Gottes-Feiern, Litaneien, Segnungen und Weihen schließen mit einer Oration ab, außerdem Gebete wie der Engel des Herrn oder das Te Deum. Beim sakramentalen Segen folgt auf das Tantum ergo als Oration das Tagesgebet des Fronleichnamsfestes. Der Oration geht dabei ein Versikel voraus.

### Evangelischer Gottesdienst
Aufgrund des von Martin Luther verfolgten Prinzips der Entwicklung des Vorhandenen auf der Basis der reformatorischen Einsichten (→ deutsche Messe) kennen auch die Agenden für den evangelisch-lutherischen Gottesdienst die Oration bzw. – in Anklang an die vorreformatorische Bezeichnung collecta – das Kollektengebet. Am deutlichsten wird das beim Tagesgebet oder Gebet des Tages, das den Eingangsteil des Gottesdienstes abschließt und gelegentlich noch als Kollektengebet bezeichnet wird. Die Gottesdienste zu den Tageszeiten (Stundengebet) enden häufig mit einem Schlussgebet in der Form einer Oration. Während der Aufbau der Oration in der evangelischen Liturgie mit der der katholischen identisch ist, kommt der besondere Umgang mit ihr darin zum Ausdruck, dass neben den für jeden Sonntag empfohlenen Fassungen im Proprium der Agende auch Varianten in freierer Sprache  als „Textbeispiel“ zur eigenen Gestaltung aufgeführt sind. Aufgrund ihres bündelnden Charakters für einen längeren Anrufungsteil wird die Oration auch als „nicht selbständiges Gebet“ angesehen, obwohl sie sowohl einen formalen Anfang als auch einen formalen Schluss enthält.